# Alexánder Castro
Alexánder Castro Trejos (Golfito, 14 febbraio 1979) è un ex calciatore costaricano, di ruolo difensore.